# Folkeafstemningen om salg af Sankt Thomas og Sankt Jan
Den 24. oktober 1867 blev der underskrevet en konvention om salg af to af de dansk vestindiske øer til USA, nemlig Sankt Thomas og Sankt Jan. Den tilbudte afståelsessum var 7,5 millioner amerikanske dollars.
I aftalen forudsattes det, at den lokale befolkning tillige skulle have tilkendegivet deres mening om salget ved en folkeafstemning, inden salget kunne finde sted.
Folkeafstemningen på de to øer blev afholdt d. 9. januar 1868, hvor 1.244 stemte for et salg, og 22 stemte imod.
Selvom formalia omkring salget således var på plads, trak amerikanerne sagen i langdrag. Medvirkende til den ændrede amerikanske holdning var dels en række voldsomme naturbegivenheder på øerne, der havde forringet øernes salgsværdi, men især, at USA med den nye præsident Ulysses S. Grant havde fået en præsident, der ikke delte sin forgængers syn på købet af disse danske øer. I 1870 konkluderedes det endeligt, at salget alligevel ikke blev til noget.